# Caja de Ávila
Caja de Ávila és una caixa d'estalvis castellana amb seu a Àvila. Forma part del nou grup Banco Financiero y de Ahorros o Bankia (Caja Madrid, Bancaixa, Caixa Laietana, la Caja de Canarias, Caja de Ávila, Caja Segovia i Caja Rioja), fusió realitzada mitjançant el Sistema Institucional de Protecció (SIP).